# Konstantin Shcherbakov
Konstantin Viktorovich Shcherbakov (tiếng Nga: Константин Викторович Щербаков; sinh ngày 20 tháng 3 năm 1997) là một cầu thủ bóng đá người Nga thi đấu cho F.K. Spartak Moskva và F.K. Spartak-2 Moskva.

## Sự nghiệp câu lạc bộ
Anh có màn ra mắt tại Giải bóng đá Quốc gia Nga cho F.K. Spartak-2 Moskva vào ngày 21 tháng 5 năm 2016 trong trận đấu với F.K. Tom Tomsk.